# District d'Ak-Suu
Le district d'Ak-Suu (en kirghize : Ак-Суу району) est un raion de la province d'Yssyk-köle dans l'est du Kirghizistan. Son chef-lieu est le village d'Ak-Suu. Sa superficie est de 9 917 km2, et 63 686 personnes y résidaient en 2009.

## Géographie
Situé à l'extrémité orientale du pays, le district jouxte au nord la province d'Almaty du Kazakhstan et à l'est la préfecture d'Aksou dans la Région autonome ouïghoure du Xinjiang de la Chine. Deux des sommets les plus élevés du Kirghizistan se trouvent sur ces frontières : son point culminant le Jengish Chokusu (ex pic Pobedy, 7 439 m)) et le Khan Tengri (7 010 m). 

## Démographie
Le densité  était de 6,4 habitants par km2 en 2009.

### Composition ethnique
Selon le recensement de 2009, la population du district est très majoritairement kirghize  :
| Groupe ethnique | Population | Proportion |
| --------------- | ---------- | ---------- |
| Kirghizes       | 56 369     | 88.5%      |
| Russes          | 2 884      | 4.5%       |
| Kalmyks         | 2 805      | 4.4%       |
| Kazakhs         | 916        | 1.5%       |
| Ouïghours       | 201        | 0.3%       |
| Tatars          | 146        | 0.2%       |
| Ukrainiens      | 125        | 0.2%       |
| Ouzbeks         | 110        | 0.2%       |
| Autres groupes  | 130        | 0.2%       |

## Communautés rurales et villages
Le district d'Ak-Suu comprend 14 communautés rurales (aiyl okmotu), :
1. Ak-Bulun (villages Ak-Bulun (centre), Ak-Bulak et Toktogul)
2. Beryu-Bash (villages Beryu-Bash (centre), Cherik)
3. Jyrgalan
4. Kara-Jal (villages Tegizchil (centre), Jany-Aryk, Kara-Jal, Boz-Bulun)
5. Karakol (villages Karakol (centre), Cholpon)
6. Kerege-Tash (villages Sary-Kamysh (centre), Kerege-Tash, Kayyrma-Aryk, Novokonstantinovka, Pioner)
7. Novovoznesenovka (villages Novovoznesenovka (centre), Boz-Uchuk, Ichke-Jergez)
8. Oktyabrskiy (villages Oktyabrskoye (centre), Jol-Kolot, Otuz-Uul, Uch-Kaynar)
9. Otradnoye (villages Otradnoye (centre), Orlinoye, Shapak)
10. Ak-Chiy (villages Ak-Chiy (centre), Kachybek, Sovetskoye)
11. Tepke (villages Tepke (centre), Jyldyz, Kurbu)
12. Teploklyuchenka (villages Teploklyuchenka (centre), Lesnoye)
13. Chelpek (villages Chelpek (centre), Burma-Suu, Tash-Kyya)
14. Engilchek